# Османабад (округ)
Османабад (маратхи उस्मानाबाद जिल्हा; англ. Osmanabad) — округ в индийском штате Махараштра. Образован 1 мая 1960 года. Административный центр — город Османабад. Площадь округа — 7569 км². По данным всеиндийской переписи 2011 года население округа составляло 1 657 576 человек. Уровень грамотности взрослого населения составлял 76,33% %, что выше среднеиндийского уровня (59,5 %). Доля городского населения составляла 16,96 %.